# Тейт, Джексон Роджерс
Дже́ксон Ро́джерс Тейт (англ. Jackson Rogers Tate; 15 октября 1898 — 19 июля 1978, Ориндж-Парк, Флорида, США) — американский дипломат, контр-адмирал Военно-морских сил США. Отец советско-американской актрисы Виктории Фёдоровой.

## Биография
До Первой мировой войны был зачислен во флот. Начал свою морскую карьеру рядовым матросом.
В 1923 году в звании лейтенанта стал лётчиком. Был одним из первых военно-морских лётчиков США, совершавших полёты с авианосцев. В 1940 году был назначен на авианосец USS Yorktown (CV-5).
В 1945 году, находясь в СССР в должности заместителя американского атташе, Тейт познакомился с русской актрисой Зоей Фёдоровой. В январе 1946 года Фёдорова родила дочь Викторию. Тейт к тому времени уже покинул СССР,  будучи объявленным персоной нон грата.
Профессор Университета Коннектикута Ирен Кирк узнала об истории Виктории в 1959 году и потратила годы, пытаясь найти Тейта в Соединённых Штатах.  Джексон Тейт не знал о том, что у него есть дочь, а также об аресте и тюремном заключении его бывшей возлюбленной.  В 1974 году Тейт начал кампанию, чтобы убедить правительство СССР разрешить его дочери поехать к нему в Соединённые Штаты.
В 1975 году Виктория, эмигрировавшая в США, впервые встретилась со своим родным отцом.
В последний раз Джексон Тейт и Зоя Фёдорова встретились 27 апреля 1976 года, когда Зоя приехала к нему в Америку на несколько дней.
В конце жизни Тейт страдал недугом сердца.

## Память
Через год после смерти Тейта Виктория Фёдорова выпустила автобиографическую книгу «Дочь адмирала» (англ. The Admiral’s Daughter, 1979), написанную в соавторстве с Хэскелом Фрэнклом (англ. Haskel Frankel).